# Magyar királyi honvédség (1867-1918)
Il magyar királyi honvédség (Regio esercito ungherese, in tedesco königlich ungarische Landwehr, acronimo: k.u. Landwehr ), colloquialmente chiamato honvéd era una delle quattro forze armate (Bewaffnete Macht o Wehrmacht) dell'Impero austro-ungarico dal 1867 al 1918, insieme all'esercito comune (Gemeinsame Armee), alla milizia territoriale austriaca (kaiserlich-königliche Landwehr) ed alla marina imperial-regia (k.u.k. Kriegsmarine).

## Storia

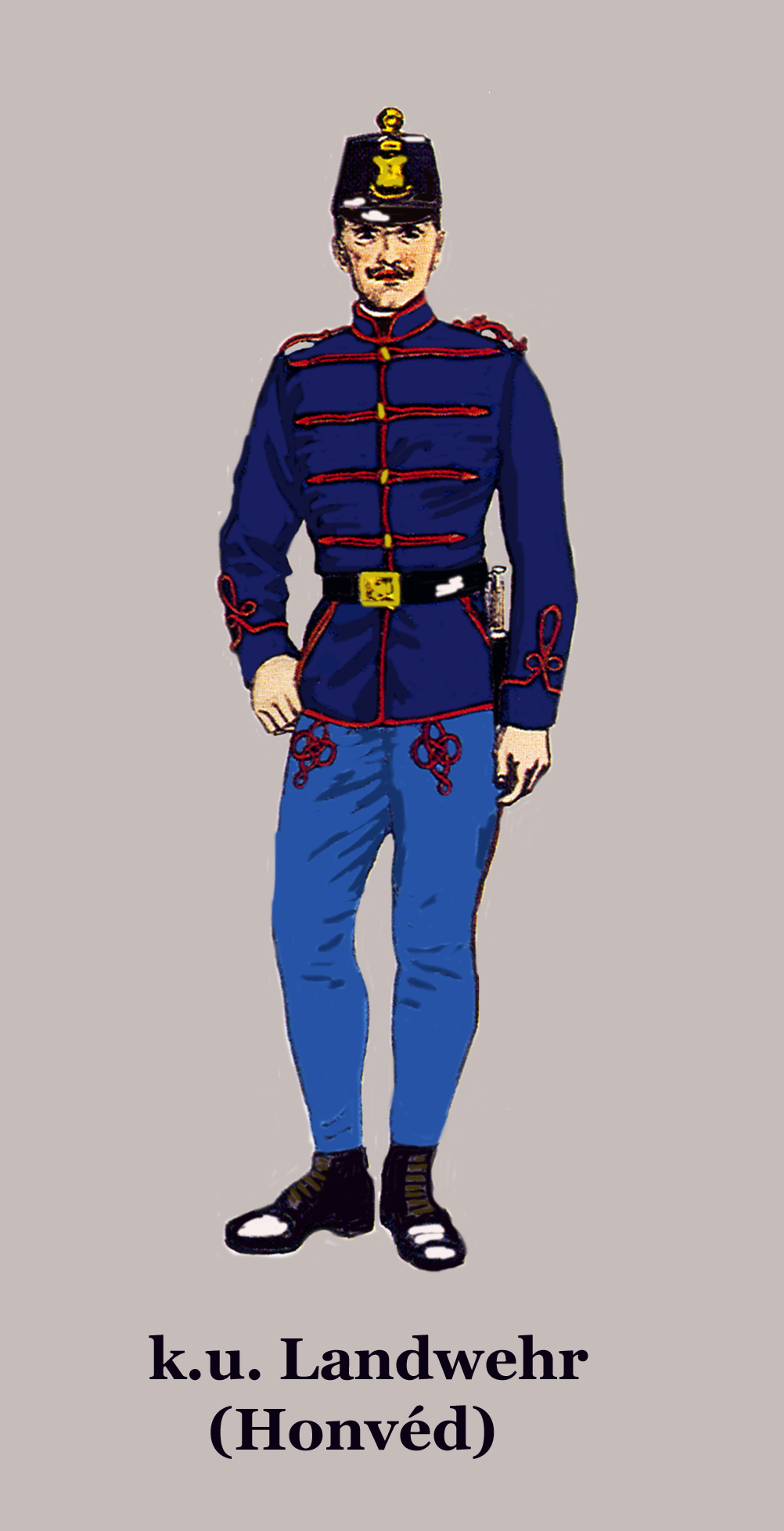
Soldato della Honvéd in uniforme da parata.

La parola honvéd in lingua magiara significa "difensore della Patria" ed appare per la prima volta durante la rivoluzione ungherese del 1848. In quel contesto era il nome dato ai volontari ingaggiati per combattere i serbi. In seguito i combattimenti si concentrarono contro l'Impero austriaco, con alcuni reggimenti imperiali che passarono alla fazione ungherese. Alcuni volontari furono aggregati a questi reggimenti esistenti ed altri andarono a formare nuovi reggimenti regolari. Di conseguenza il termine honvéd venne usato per riferirsi a tutti i membri delle forze di terra ungheresi nel 1848-1849. La honvéd venne alla fine sconfitta dagli austriaci, con l'aiuto della Russia.
Quando le forze armate furono rifondate, a seguito del compromesso austro-ungarico del 1867, la Landwehr (milizia territoriale) delle Terre della Corona di Santo Stefano ricevette la denominazione in ungherese di honvédség, letteralmente "difesa del territorio nazionale" e, in pratica, un esercito territoriale.
Dopo la disgregazione della Duplice Monarchia, la denominazione Magyar királyi honvédség passò ad indicare l'esercito del Regno d'Ungheria.

## Struttura
Il magyar királyi honvédség o königlich ungarische Landwehr era composto dalle unità militari territoriali della metà ungherese dell'Impero, chiamata anche Transleitania o Terre della Corona di Santo Stefano. Questi territori includevano gli attuali stati di Ungheria, Slovacchia, parte dell'attuale Romania, incluse Transilvania e Banato, Serbia, Croazia, Slovenia (Oltremura) e Austria (Burgenland).
Generalmente il termine Landwehr implicava unità di limitata prontezza operativa. Questo non era il caso della Landwehr ungherese. L'organico delle unità, anche se ridotto, era formato da truppe regolari di prima linea. I reggimenti di fanteria dell'Esercito comune schieravano quattro battaglioni ognuno; i reggimenti di k.k. e k.u. Landwehr erano formati invece da tre battaglioni, ad eccezione del 3º Reggimento Landesschützen, anch'esso su quattro battaglioni.
La Magyar királyi honvédség era divisa in honvéd ungherese e honvéd (o Landwehr o Domobranstvo) croato-slavona (Kraljevsko hrvatsko domobranstvo). Il Compromesso croato-ungherese del 1868 garantiva ai croati il diritto di usare la propria lingua come idioma di servizio e di comando all'interno delle loro unità. Inoltre, la honvéd croato-slavona era subordinata al bano di Zagabria e non dal Ministero della difesa di Budapest.

## Unità delmagyar királyi honvédség
Allo scoppio della prima guerra mondiale nel 1914, l'ordine di battaglia era il seguente:
- 6 distretti honvéd
- 2 divisioni di fanteria (Infanterie Truppendivisionen)
- 2 divisioni di cavalleria (Kavallerie Truppendivisionen)
- 4 brigate di fanteria (Infanteriebrigaden)
- 12 brigate di fanteria indipendenti
- 4 brigate di cavalleria (Kavalleriebrigaden)
- 32 reggimenti di fanteria (Infanterie-Regimenter)
- 10 reggimenti di ussari (Husaren-Regimenter)
- 8 reggimenti di artiglieria campale (Feldkanonen Regimenter)
- 1 reggimento di artiglieria a cavallo (Reitende Artillerie Abteilung)

La componente croato-slavona, la Kraljevsko hrvatsko domobranstvo, schierava una divisione di fanteria ed un reggimento di cavalleria.

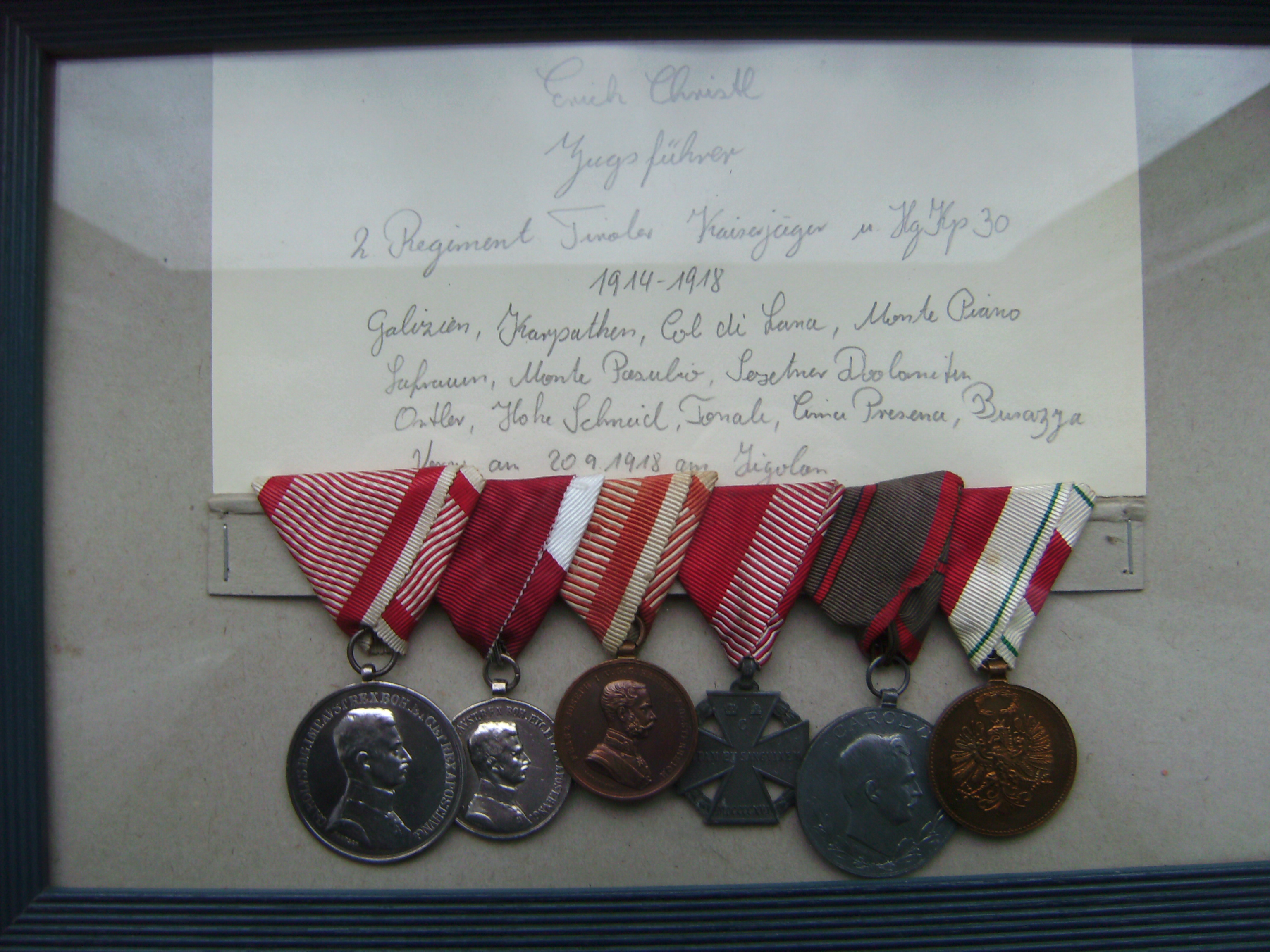
Medaglie al valore 1914 - 1918

Nel 1915, per ordine del Ministero della guerra di Vienna, tutte le unità che avevano soprannomi o titoli onorifici li perdevano in favore dell'esclusiva designazione numerica. Per esempio il k.u.k. Infanterie-Regiment (Hoch und Deutschmeister) Nr. 4 diventava semplicemente Infanterie-Regiment Nr. 4.

Rovescio della bandiera di guerra della Honvéd.

## Ordine di battaglia del 1914

### Distretti
- I. Honvéd-Distrikt – Budapest

M.kir. I budapesti honvéd kerületi parancsnokság
- II. Honvéd-Distrikt – Seghedino

M.kir. II szegedi honvéd kerületi parancsnokság
- III. Honvéd-Distrikt – Kassa (Kaschau; ora Košice, Slovacchia)

M.kir. II kassai honvéd kerületi parancsnokság
- IV. Honvéd-Distrikt – Bratislava

M.kir. IV pozsonyi honvéd kerületi parancsnokság
- V. Honvéd-Distrikt – Kolozsvár (Klausenburg, ora Cluj-Napoca, Romania)

M.kir. V kolozsvári honvéd kerületi parancsnokság
- VI. Honvéd-Distrikt – Zagabria

M.kir. VI zágrábi horvát-szlavon kerületi parancsnokság

### Divisioni di fanteria
- 20. Honvéd Infanterie Truppendivision – Nagyvárad (Großwardein)

Comandante: Feldmarschallleutnant Friedrich von Csanády
39. Honvéd Infanteriebrigade – Nagyvárad
Comandante: Generalmajor Koloman Patzák
40. Honvéd Infanteriebrigade – Szatmárnémeti (Sathmar)
Comandante: Oberst Béla Tarnáky
- 41. Honvéd Infanterie Truppendivision – Budapest

Comandante: Feldmarschalleutnant Johann Nikić
81. Honvéd Infanteriebrigade – Budapest
Comandante: Generalmajor Eugen Perneczky
82. Honvéd Infanteriebrigade – Veszprém (Wesprim)
Comandante: Generalmajor Rudolf Schamschula

### Brigate di fanteria indipendenti
- 45. Honvéd Infanteriebrigade – Seghedino

Comandante: Generalmajor Rudolf Seide
- 46. Honvéd Infanteriebrigade – Lugos

Comandante: Generalmajor Lehel Festl
- 73. Honvéd Infanteriebrigade – Bratislava

Comandante: Oberst Paul von Nagy
- 74. Honvéd Infanteriebrigade – Nitra

Comandante: Generalmajor Franz Cvrček
- 75. Honvéd Infanteriebrigade – Kolozsvár

Comandante: Generalmajor Karl Lippner von Nagyszentmiklós
- 76. Honvéd Infanteriebrigade – Nagyszeben

Comandante: Oberst Adalbert Benke von Tardoskedd
- 77. Honvéd Infanteriebrigade – Kassa

Comandante: Oberst Desiderius Molnár von Péterfalva
- 78. Honvéd Infanteriebrigade – Miskolc

Comandante: Generalmajor Josef Foglár
- 79. Honvéd Infanteriebrigade – Budapest

Comandante: Generalmajor Koloman Tabajdi
- 80. Honvéd Infanteriebrigade – Pécs

Comandante: Oberst Johann Háber
- 83. Honvéd Infanteriebrigade – Agram

Comandante: Generalmajor Nikolaus Ištvanović von Ivanska
- 84. Honvéd Infanteriebrigade – Osijek

Comandante: Oberst Daniel Kolak

### Divisioni di cavalleria
- 5. Honvéd Kavallerie-Truppendivision Budapest

Comandante: Feldmarschalleutnant Ernst Anton von Froreich-Szábo
19. Honvéd Kavalleriebrigade – Budapest
Comandante: Generalmajor Ferdinand Graf von Bissingen und Nippenburg
23. Honvéd Kavalleriebrigade – Zalaegerszeg
Comandante: Oberst Baron Colbert Zech
- 11. Honvéd Kavallerie-Truppendivision – Debreczen

Comandante: Generalmajor Julius Freiherr Nagy von Töbör-Éthe
22. Landwehr Kavalleriebrigade – Seghedino
Comandante: Oberst Karl Czitó
- 24. Landwehr Kavalleriebrigade – Kassa

Comandante: Oberst Ladislaus Jóny von Jamnik

### Reggimenti di fanteria
| I. | II. |
| --- | --- |
| - Budapester Infanterieregiment 1 Comandante: Oberst Ludwig Bartha – Bartha Lajos ezredes - Gyulaer Infanterieregiment 2 Comandante: Oberst Alexander Vinzenz von Vinczfalva – Vincfalvi Vincz Sándor ezredes - Debreczener Infanterieregiment 3 Comandante: Stephan Stadler – Stadler István ezredes - Nagyvárader Infanterieregiment 4 Comandante: Oberst Sigmund Ránffy – Ránffy Zsigmond ezredes - Szegeder Infanterieregiment 5 Comandante: Oberst Desiderius Nónay – Nónay Dezső ezredes - Szabadkaer Infanterieregiment 6 Comandante: Oberst Rudolf Kamenszky – Kamenszky Rezső ezredes - Veršecz Infanterieregiment 7 Comandante: Oberst Kornel Bernatsky – Bernatsky Kornél ezredes - Lugoser Infanterieregiment 8 Comandante: Oberst Julius Létay von Nyirjes – Nyirjesi Létay Gyula ezredes - Kassaer Infanterieregiment 9 Comandante: Oberst Julius Preinreich – Preinreich Gyula ezredes - Miscolczer Infanterieregiment 10 Comandante: Oberst Samuel Daubner – Daubner Samu ezredes - Munkácser Infanterieregiment 11 Comandante: Oberst Rudolf Pillepić; von Lippahora – Lippahorai Pillepić Rezső ezredes - Szatmárer Infanterieregiment 12 Comandante: Oberst Martin Tahy von Tahvár – Tahváry Tahy Márton ezredes - Pozsonyer Infanterieregiment 13 Comandante: Oberst Anton Pogány – Pogány Antal ezredes - Nyitraer LIR 14 Comandante: Oberst Lazarus Formanek – Formanek Lázár ezredes - Trencséner Infanterieregiment 15 Comandante: Oberst Heinrich Dormándy von Dormánd – Dormándi Dormándy Henrik ezredes - Beszterczebányaer Infanterieregiment 16 Comandante: Oberst Franz Hill – Hill Ferenc ezredes | - Székesfehérvárer Infanterieregiment 17 Comandante: Oberst Michael Gombos – Gombos Mihály ezredes - Soproner Infanterieregiment 18 Comandante: Oberst Ludwig Brunswik von Korompa – Korompai Brunswick Lajos ezredes - Pécser Infanterieregiment 19 Comandante: Oberst Otto Kleszky – Kleszky Ottó ezredes - Nagykanizsaer Infanterieregiment 20 Comandante: Oberst Georg Ritter von Szypniewski – Lovag Szypniewski György ezredes - Kolozsvárer Infanterieregiment 21 Comandante: Oberst Raimund Latzin – Latzin Rajmond ezredes - Maros-Vásárhelyer Infanterieregiment 22 Comandante: Oberst Árpád Schön – Schön Árpád ezredes - Nagyszebener Infanterieregiment 23 Comandante: Oberstleutnant Desiderius Szoták – Szoták Dezső alezredes - Brassóer Infanterieregiment 24 Comandante: Oberst Philipp Karleusa – Karleusa Fülöp ezredes - Agramer Infanterieregiment 25 Comandante: Oberst Anton Matašić – Matašić Antal ezredes - Karlovacer Infanterieregiment 26 Comandante: Oberst Georg Petrović – Petrović György ezredes - Sisaker Infanterieregiment 27 Comandante: Oberst Alois Petković – Petković Alajos ezredes - Osijeker Infanterieregiment 28 Comandante: Oberst Julius Simonović – Simonović Gyula ezredes - Budapester Infanterieregiment 29 Comandante: Oberst Josef Ehmann – Ehmann József ezredes - Budapester Infanterieregiment 30 Comandante: Oberst Rudolf Polgár – Polgár Rezső ezredes - Veszprémer Infanterieregiment 31 Comandante: Oberst Eduard Weeber – Weeber Ede ezredes - Déser Infanterieregiment 32 Comandante: Oberst Karl Parupka – Parupka Károly ezredes |

### Reggimenti di cavalleria

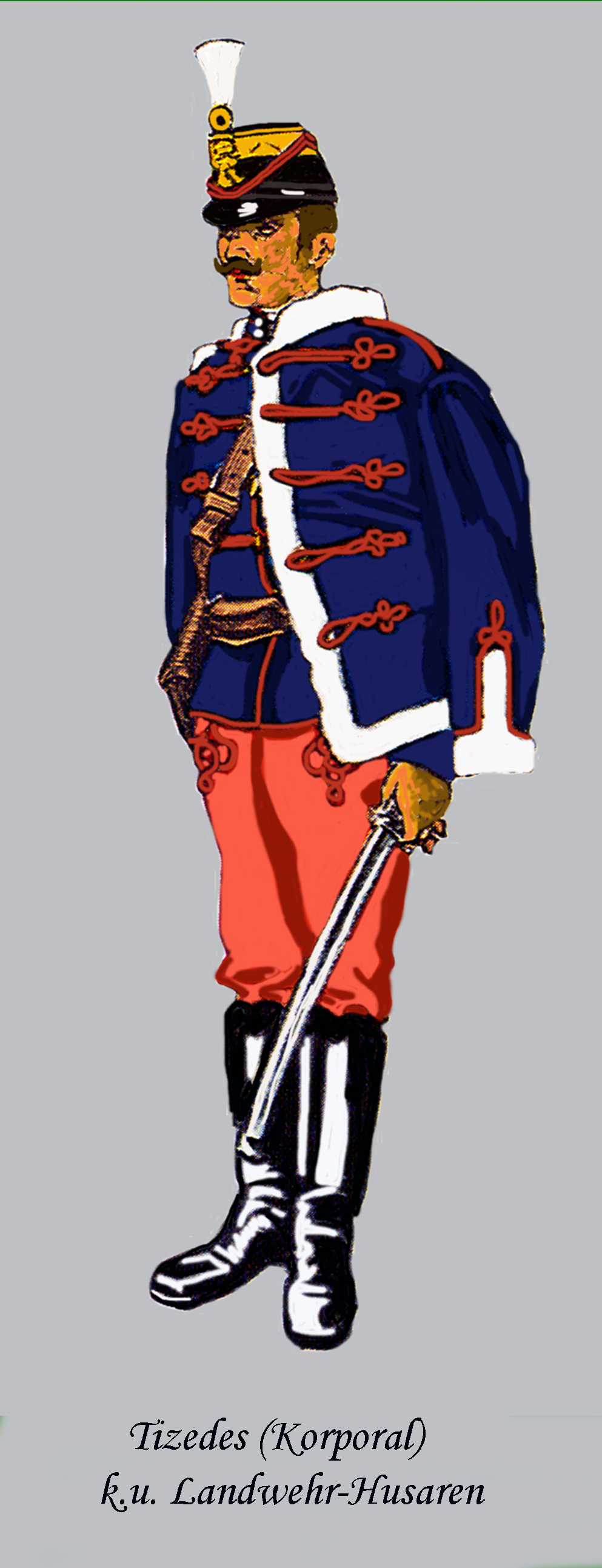
Ussaro della Honvéd.

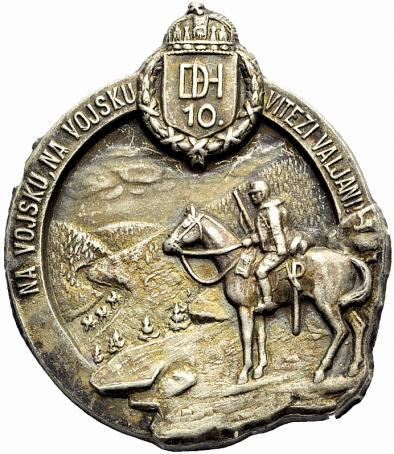
Fregio da berretto del 10. Honved-Husarenregiment.

- Budapester Honvéd Husaren Regiment 1

19. Honvéd Kavallerie Brigade – 5. Honvéd Kavallerie Division
Comandante: Oberst Colbert Zech von Deybach Freiherr von Hart und Sulz – Debachi Zech Colbert harti és sulzi báró, ezredes
- Debreczener Honvéd Husaren Regiment 2

22. Honvéd Kavallerie Brigade – 11. Honvéd Kavallerie Truppendivision
Comandante: Oberstleutnant Johann Flór – Flór János alezredes
- Szegeder Honvéd Husaren Regiment 3

22. Honvéd Kavallerie Brigade – 11. Honvéd Kavallerie Truppendivision
Comandante: Oberstleutnant Árpád Cserépy von Kisruszka – Kisruszkai Cserépy Árpád alezredes
- Szabadkaer Honvéd Husaren Regiment 4

I., II. Esk. 23. Honvéd Infanterie Truppendivision
III., IV. Esk. 20. Honvéd Infanterie Truppendivision
V., VI. Esk. 41. Honvéd Infanterie Truppendivision
Comandante: Oberstleutnant Nikolaus Jankovich von Jeszenicze – Jeszeniczai Jankovich Miklós alezredes
- Kassaer Honvéd Husaren Regiment 5

24. Honvéd Kavallerie Brigade – 11. Honvéd Kavallerie Truppendivision
Comandante: Oberst Paul Hegedüs – Hegedüs Pál ezredes
- Zalaegerszeger Honvéd Husaren Regiment 6

23. Honvéd Kavallerie Brigade – 5. Honvéd Kavallerie Truppendivision
Comandante: Oberstleutnant Ladislaus Forster von Szenterzsébet – Szenterzsébeti Forster László alezredes
- Pápaer Honvéd Husaren Regiment 7

23. Honvéd Kavallerie Brigade – 5. Honvéd Kavallerie Truppendivision
Comandante: Oberst Johann Graf Lubienski – Gróf Lubienski János ezredes
- Pécser Honvéd Husaren Regiment 8

19. Honvéd Kavallerie Brigade – 5. Honvéd Kavallerie Truppendivision
Comandante: Oberstleutnant Alexius Thege von Konkoly – Konkoly Thege Elek alezredes
- Maros-Vásárhelyer Honvéd Husaren Regiment 9

24. Honvéd Kavallerie Brigade -1. Honvéd Kavallerie Truppendivision
Comandante: Oberst Koloman Géczy von Garamszeg – Garamszegi Géczy Kálmán ezredes
- Varazdiner Honvéd Husaren Regiment 10

I., II. Esk. 36. Honved Infanterie Truppendivision
III., IV. Esk. 42. Honved Infanterie Truppendivision
V., VI. Esk. 13. Honvéd Infanteriebrigade
Comandante: Oberstleutnant Alois Hauer – Hauer Alajos alezredes

### Reggimenti di artiglieria
- Feldkanonenregimenter 1 – 1. honvéd tábori ágyúsezred

Guarnigione: Budapest – 4ª divisione fanteria honvéd – I distretto honvéd
costituito: 1913
Comandante: Oberst Anton Hellebronth von Tiszabeö – Tiszabeöi Hellebronth Antal ezredes
- Feldkanonenregimenter 2 – 2. honvéd tábori ágyúsezred

Guarnigione: Nagyszeben – 23ª divisione fanteria honvéd – V distretto honvéd
costituito: 1914
Comandante: Oberstleutnant Ladislaus Thaisz – Thaisz Lázló alezredes
- Feldkanonenregimenter 3 – 3. honvéd tábori ágyúsezred

Guarnigione: Košice – 39ª divisione fanteria honvéd – III distretto honvéd
costituito: 1914
Comandante: Oberstleutnant Heinrich Loidin – Loidin Henrik alezredes
- Feldkanonenregimenter 4 – 4. honvéd tábori ágyúsezred

Guarnigione: Nitra – 37ª divisione fanteria honvéd – IV distretto honvéd
costituito: 1914
Comandante: Oberstleutnant Alexander Mattanovich – Mattanovich Sándor alezredes
- Feldkanonenregimenter 5 – 5. honvéd tábori ágyúsezred

Guarnigione: Maros-Vásarhely – 38ª divisione fanteria honvéd – V distretto honvéd
costituito: 1914
Comandante: Oberstleutnant Egon Stráner – Sztráner Jenő alezredes
- Feldkanonenregimenter 6 – 6. honvéd tábori ágyúsezred

Guarnigione: Agram – 42ª divisione fanteria honvéd – VI distretto honvéd
costituito: 1914
Comandante: Oberstleutnant Rudolf Sekulić – Sekulić Rezső alezredes
- Feldkanonenregimenter 7 – 7. honvéd tábori ágyúsezred

Guarnigione: Hajmáskér – 41ª divisione fanteria honvéd – VII distretto honvéd
costituito: 1914
Comandante: Oberstleutnant Gustav Kapp – Capp Gusztáv alzredes
- Feldkanonenregimenter 8 – 8. honvéd tábori ágyúsezred

Guarnigione: Hajmáskér – 20ª divisione fanteria honvéd – II distretto honvéd
costituito: 1914
Comandante: Oberst Albert Pohl – Pohl Albert ezredes
- 1. Honvéd Reitende Artilleriedivision – honvéd lovastüzér osztály

Guarnigione: Seghedino – 11ª divisione cavalleria honvéd – II distretto honvéd
costituito: 1914